# Вальбекский дом
Вальбекский дом — саксонская династия, известная с X века, владевшая графством Вальбек и на протяжении 985—1009 годов Северной маркой.

## История
Первым известным представителем рода был Лотарь I (ум. 929).
Наиболее полно освещенным периодом в истории династии является вторая половина X — начало XI века. Этим мы обязаны историку Титмару Мерзебургскому (975 — 1018), самому известному представителю Вальбекского дома. После смерти Лотаря II (ум. 964) графство Вальбек было поделено между его сыновьями Лотарем III и Зигфридом, тогда династия разделилась на две ветви, вместе владевшие графством Вальбек. Старшая ветвь, представленная Лотарем III и его сыном Вернером, в 985—1014 годах боролась за обладание Северной маркой с графами Хальденслебен, но в 1009 году Вернер впал в немилость у императора, Северная марка была передана Бернхарду I фон Хальденслебен, а Вернер через несколько лет погиб.
Со смертью Титмара Мерзебургского в 1018 году исчезает основной источник сведений о Вальбекском доме. Далее в распоряжении исследователей остаются лишь генеалогические экскурсы Саксонского анналиста и скупые упоминания в хрониках и документах. Про некоторых представителей дома мы знаем очень мало, сама их принадлежность к роду графов Вальбек вызывает споры. Вероятно уже после смерти Титмара, младшая ветвь графов Вальбек получила бургграфство Магдебург. К началу XII века обе ветви Вальбекского дома пресеклись.

## Генеалогия
Лотарь I (Лиутар) (погиб 4 сентября 929 года в битве при Ленцене) — граф Вальбека
- Лотарь II (Лиутар)[2] (умер 21 января 964, похоронен в Вальбеке)[D 2] — граф Вальбека; жена: Матильда фон Арнебург (умерла 3 декабря 991)[D 3], дочь Бруно, графа фон Арнебург
  - Эйлика[3] (умерла 19 августа 1015, похоронена в Швайнфурте)[D 4] — муж (после 942):[D 5] Бертольд фон Швайнфурт (ум. 15 января 980), маркграф Северной Баварской марки
  - Лотарь III (Лиутар)[4] (умер 25 января 1003, похоронен в Кёльнском соборе) — граф Вальбека, маркграф Северной марки с 985. Жена (ок. 980): Годила (ум. 18 июня 1015), дочь графа Вернера, кузина епископа Вердена Вигфрида
    - Вернер[5] (умер 11 ноября 1014 в Аллерштедте, похоронен в Вальбеке) — граф Вальбека c 1003, маркграф Северной Марки (1003—1009); жена (январь 1003): Лиутгарда (умерла 13 ноября 1012 в Вольмирштедте, похоронена в Вальбеке), дочь маркграфа Эккехарда I Мейсенского
    - Бертольд (ум. после 1018), граф Вальбека с 1014
    - Лотарь IV (Лиутгер)[6] (погиб в битве с лютичами в 1033 году)[D 6][K 1] — граф в Харцгау, Нордтюрингау, Дерлингау
      - Зигфрид II[7] (уп. 1069—1083)[K 2] — граф Вальбека, граф в Нордтюрингау
        - Ода[8] (умерла 1152) — наследница Вальбека; муж: граф Госвин фон Гейнсберг[K 3]

    - Дитрих[9] (умер после 1014) — каноник в Магдебурге, королевский капеллан с 1012
    - Бригида (умерла 29 января …)[K 4] — настоятельница монастыря св. Лаврентия в Магдебурге

  - Зигфрид I[10] (умер 15 марта 991[D 3] в Вальбеке, похоронен в Вальбеке) — граф Вальбека; жена (972):[D 7] Кунигунда фон Штаде (ок. 958 — 13 июля 997, Гермерслебен)[D 8], дочь графа Генриха I Лысого фон Штаде
    - Генрих[11] (973[D 7] — после 1014) — граф Вальбека; жена умерла в 1002/1004 годах[K 5]
    - Фридрих[12] (974[D 7] — после 1012) — бургграф Магдебурга; жена: Титберга
      - Конрад[13] (умер до 1073)[D 9] — бургграф Магдебурга, граф Вальбека; жена: Адельгейда из Баварии
        - Матильда[14] — наследница Вальбека; муж: граф Дитрих фон Плёцкау (ум. 13 августа …, похоронен в аббатстве Хеклинген)[D 10]

    - Титмар Мерзебургский[15] (25 июля 975 — 1 декабря 1018, Мерзебург, похоронен в Мерзебургском соборе)[D 11] — каноник в Магдебурге (1000—1009), пробст в Вальбеке (1002—1009), епископ Мерзебургский (1009—1018)
    - Зигфрид[16] (ум. 27 ноября 1032) — аббат монастыря св. Иоанна Крестителя (Берге) возле Магдебурга (1009—1022), епископ Мюнстера (1022—1032)
    - Бруно[17] (ум. 21 августа 1049) — монах в Корвее, аббат Нинбургского монастыря и монастыря Берге (1025—1034), епископ Фердена[нем.] (1034—1049)
    - (незаконнорожденный) Виллигиз (уп. 1009) — каноник в Вальбеке, пробст в Вальбеке с 1009

  - Титмар[18] (ум. 12 марта 1001)[D 12][K 6] — аббат Корвея (983—1001)

## Комментарии
1. ↑  Его принадлежность к Вальбекскому дому дискуссионна. Титмар нигде не называет его среди братьев Вернера. Возможно он является предком Супплинбургов, не имеющим отношения к графам Вальбека. Впрочем, о нём известно столь мало, что непонятно даже, был ли один граф Лиутгер или несколько.
2. ↑  О нём сохранилось всего несколько упоминаний, и точно расположить его на генеалогическом дереве затруднительно. Если Лиутгер не имеет отношения к графам Вальбека, то возможно потомство было у Бертольда или у Генриха. Графом Вальбека Зигфрид назван в подложной грамоте 1087 года. Кроме того, согласно Саксонскому анналисту у графа Зигфрида была дочь Ода, но хронист, кажется, спутал поколения, и Ода у него оказалась дочерью Зигфрида I (ум. 991).
3. ↑  По сообщению Саксонского анналиста. Согласно предположению на Foundation for Medieval Genealogy Ода была женой Герхарда фон Валкенштейн, сына Госвина.
4. ↑  Титмар называет Бригиду «neptis mea», то есть в строгом смысле «моя племянница», но «neptis» может толковаться расширительно как «родственница». В переводе И. В. Дьяконова хроники Титмара Бригида названа двоюродной сестрой. Если полагать, что речь всё-таки идет о племяннице, то её считают дочерью Фридриха — единственного из братьев Титмара, про которого достоверно известно, что у него были дети.
5. ↑  Титмар упоминает похороны жены брата в это время, но не называет брата по имени.
6. ↑  Происхождение корвейского аббата Титмара доподлинно неизвестно. Существуют различные предположения — его связывают с Биллунгами, Удоненами или Вальбекским домом.

### Комментарии к датировкам
1. ↑  Согласно Корвейским анналам битва при Ленцене состоялась в 929 году утром пятницы во второй день до сентябрьских нон (4 сентября). В синодике мерзебургской церкви как дата гибели Лотаря указаны сентябрьские ноны (5 сентября), так же у Титмара. Саксонский анналист рассказ о сражении поместил под 930 годом. В «Вальбекской хронике», историческом сочинении XVII века, указана дата 7 сентября 930.
2. ↑  Смерть графа Лиутара отмечена в Annales Necrologici Fuldenses (фульдских погодных записях об умерших) в 12-й день до февральских календ (21 января) под 964 годом.
3. 1 2  Титмар сообщает, что его отец Зигфрид и бабка Матильда умерли в один год, Зигфрид — в иды марта (15 марта), а Матильда — после него, в третий день до нон декабря (3 декабря). Титмар указывает и год — 996, но видимо он здесь ошибся. По контексту рассказа исследователи датируют события 991 годом. Существует также версия, которая относит смерть Зигфрида и Матильды к 992 году.
4. ↑  О её смерти 19 августа пишет Титмар. Исходя из датировки сопутствующих событий, исследователи определяют год как 1015.
5. ↑  После того как Лотарь II просидел год под арестом у Бертольда Швайнфуртского в 941—942 годах, он выдал свою дочь Эйлику замуж за Бертольда. Точная датировка свадьбы отсутствует.
6. ↑  О битве с лютичами в 1033 году и гибели в ней графа Лиутгера сообщают Хильдесхаймские анналы.
7. 1 2 3  Титмар упоминает, что ещё 24 июня 972 Зигфрид женат не был. Если принять во внимание тот факт, что Титмар, третий сын Зигфрида, родился 25 июля 975, то можно приблизительно указать и время свадьбы, и годы рождения первых двух сыновей Зигфрида.
8. ↑  Титмар пишет о смерти Кунигунды 13 июля в Гермерслебене. Год определяется по контексту повествования Титмара.
9. ↑  Согласно Саксонскому анналисту бургграфство Магдебург после Конрада наследовал его единоутробный брат Майнфрид. Он упоминается как бургграф в Carmen de bello saxonico при описании событий 1073 года.
10. ↑  Дата смерти, иды августа, упомянута в «Истории создания аббатства Хеклинген».
11. ↑  Дату рождения Титмара указал он сам. О смерти Титмара в 1018 году сообщают Кведлинбургские анналы. Дата смерти, календы декабря, указана в мерзебургском синодике.
12. ↑  Смерть аббата Титмара записана в Корвейских анналах под 1001 годом. Дата смерти есть в синодике церкви святого Михаила в Люнебурге и фульдских погодных записях об умерших (также под 1001 годом).